# Smendes
Hedjkheperre Setepenre Smendes là vị vua sáng lập Vương triều thứ 21 của Ai Cập và đã lên ngôi sau khi an táng vua Ramesses XI ở Hạ Ai Cập - vùng lãnh thổ mà ông kiểm soát. Tên gọi ban đầu của ông khi sinh ra là Nesbanebdjed  có nghĩa "Ngài thuộc chòm sao Bạch Dương, Chúa tể của Mendes"  nhưng đã được dịch sang tiếng Hy Lạp là Smendes bởi các tác giả cổ đại sau này như Josephus và Sextus Africanus. Trong khi nguồn gốc chính xác của Smendes vẫn là một bí ẩn, ông được cho là đã được một thống đốc đầy quyền lực ở Hạ Ai Cập trong kỷ nguyên phục hưng của Ramesses XI và trung tâm quyền lực của ông đặt tại Tanis.

## Gia đình
Nesibanebdjedet (Smendes) có thể là một người con của công nương tên là Hrere. Hrere là một chính cung của Amun-Re và nhiều khả năng là vợ một vị đại tư tế của Amun. Nếu Hrere là mẹ của Nesibanebdjedet, thì ông là một người anh em của Nodjmet và là anh vợ của các Đại tư tế Herihor và Piankh.
Nesibanebdjedet (Smendes) đã cưới Tentamun B, rất có thể bà là con gái của Ramesses IX. Họ có thể là cha mẹ của vị vua kế vị Amenemnisu.

## Cai trị
Thẩm quyền trên danh nghĩa của Smendes ở vùng Thượng Ai Cập đã được chứng thực bởi một tấm bia duy nhất được tìm thấy trong một mỏ đá tại Ed-Dibabiya, đối diện Gebelein bên bờ phải của sông Nile cũng như một dòng chữ vẽ trên tường nằm riêng biệt trên một bức tường bao quanh đền thờ của Monthu tại Karnak có niên đại từ thời cai trị của Thutmose III. Tấm bia tại mỏ đá đã mô tả cách Smendes "trong khi đang ngự trị tại Memphis, nghe nói về mối nguy hiểm bởi lũ lụt đối với ngôi đền của Luxor, đã ra lệnh sửa chữa, và nhận được tin về sự thành công của nhiệm vụ. " Smendes được Manetho ấn định một vương triều kéo dài 26 năm và là chồng của Tentamun. Con số này được hỗ trợ bởi niên đại năm 25 trên Tấm bia đá Lưu đày thuật lại rằng Đại Tư Tế Menkheperre đã đàn áp một cuộc khởi nghĩa ở Thebes vào năm 25 của một vị vua -người chỉ có thể là Smendes- bởi vì không có bằng chứng nào cho thấy rằng vị Đại Tư Tế đã tính năm cai trị của ông ta, ngay cả khi họ đã lấy tước hiệu hoàng gia như Pinedjem I đã làm. Menkheperre sau đó đã lưu đày các lãnh tụ của cuộc khởi nghĩa đến những ốc đảo sa mạc ở phía Tây. Những người này được ân xá vài năm sau đó dưới vương triều của vị vua kế vị Smendes, Amenemnisu.
Smendes đã cai trị một Ai Cập bị chia cắt và chỉ có thể kiểm soát được vùng Hạ Ai Cập suốt vương triều của ông trong khi miền Trung và Thượng Ai Cập hoàn toàn nằm dưới quyền bá chủ của các Đại Tư Tế Amun như Pinedjem I, Masaharta, và Menkheperre. Vương hiệu của ông là Hedjkheperre Setepenre / Setepenamun-có nghĩa là "Sáng ngời là sự hiện diện của Rê, Sự lựa chọn của Rê / Amun"  -vốn rất phổ biến dưới vương triều thứ 22 và vương triều thứ 23 sau này. Tất cả năm vị vua: Shoshenq I, Shoshenq IV, Takelot I, II và Harsiese Takelot A đều chấp nhận vương hiệu này. Khi mà Smendes qua đời vào năm 1051 TCN, ông đã được kế vị bởi Neferkare Amenemnisu, vị vua có thể là con trai của ông.